# Pena detentiva
Una pena detentiva, in diritto, indica un tipo di pena consistente nella privazione della libertà personale del condannato, protratta per un periodo di tempo determinato, per tutta la vita o a tempo indeterminato (sicché la fine è stabilita durante l'esecuzione, in base al comportamento del condannato). Si tratta del tipo di pena più frequentemente utilizzato negli ordinamenti contemporanei; non tutti, però, conoscono la pena detentiva a vita e solo alcuni quella a tempo indeterminato.

## Descrizione
Le pene detentive possono essere eseguite in apposite istituzioni totali, variamente denominate (carcere, prigione, penitenziario, istituto di pena ecc.), oppure, in certi casi, nella dimora del condannato. La privazione della libertà personale dà luogo a una situazione di detenzione, la quale però può derivare anche da altre misure, come quelle cautelari decise nell'ambito del processo penale oppure, in certi ordinamenti, le misure di sicurezza disposte dal giudice o le misure di prevenzione disposte dall'autorità amministrativa.
Il condannato a una pena detentiva può essere obbligato a svolgere, durante la detenzione, un lavoro (lavoro forzato o punitivo), volto alla sua rieducazione e al suo reinserimento nella società, come avviene per lo più negli ordinamenti attuali, oppure, come avveniva soprattutto in passato, ad aggravare l'afflizione derivante dalla pena (era il caso dei lavori forzati a vita e a tempo, previsti dal Codice penale italiano del 1865). Il condannato può, inoltre, subire la perdita o limitazione di altri diritti (ad esempio, dei diritti politici) fino ad arrivare, in ordinamenti del passato, alla privazione della capacità giuridica (la cosiddetta morte civile).

## Nel mondo
I vari ordinamenti possono usare differenti denominazioni per le pene detentive, solo alcuni esempi sono l'ergastolo, i lavori forzati, la deportazione, la reclusione, la relegazione, la detenzione, la custodia e l'arresto. Tali denominazioni possono essere attribuite a diversi tipi di pena detentiva presenti in un ordinamento, differenziati per gravità del reato, modalità di esecuzione, conseguenze accessorie, ecc. Queste differenziazioni, frequenti in passato negli ordinamenti di civil law in correlazione con la distinzione dei reati in crimini, delitti e contravvenzioni (ad esempio, il Codice penale italiano del 1865 distingueva tra lavori forzati, reclusione e relegazione, per i crimini, carcere e custodia, per i delitti, e arresti, per le contravvenzioni), tendono oggi a essere superate, anche negli ordinamenti che hanno mantenuto la distinzione dei reati in più categorie.

### Italia
Il codice penale italiano vigente prevede tre diverse pene detentive:
- l'arresto, privazione della libertà personale per un periodo determinato di tempo inflitta a chi ha commesso una contravvenzione (art. 25 c.p.);
- la reclusione, privazione della libertà personale per un periodo determinato di tempo inflitta a chi ha commesso un delitto (art. 23 c.p.);
- l'ergastolo, privazione della libertà personale perpetua inflitta a chi ha commesso un delitto (art. 22 c.p.).